# Tony Rosado e Internacional Pacífico
Tony Rosado e Internacional Pacífico es una banda de cumbia del Perú, nacida en el asentamiento humano 18 de Mayo, en la ciudad de Piura el año de 1999. Tiene como vocalista y figura más sobresaliente al exintegrante de Armonía 10, Tony Rosado (apodado El ruiseñor de la cumbia), actualmente Tony Rosado e Internacional Pacífico es una de las bandas que forma parte del boom de la cumbia peruana en 2009, donde grupos de otros géneros comenzaron a desaparecer.

## Historia
La Orquesta Internacional Pacífico nació en 1996, cuando su director y vocalista Víctor Agustín Rosado Adana, o más conocido como Tony Rosado, se separa de la orquesta Armonía 10.
Tony Rosado nació el 28 de agosto de 1958 en la ciudad de Piura. Su carrera artística empezó cuando, adolescente aún, participó en un concurso de canto de su colegio, cantando el tema "Maribel" del cantante Homero. Esta actuación le sirvió al cantante para recibir de sobrenombre de El Homero piurano. Ahora, en su etapa adulta, Tony Rosado es apodado como El ruiseñor de la cumbia. Estuvo en bastantes orquestas como Agua Marina, Miel de Abeja y Armonía 10, orquesta que estuvo desde 1987.
A principio de la década de 1990, la orquesta inicia, junto a Tony Rosado una nueva etapa en la que la agrupación pasa a denominarse "La Nueva Armonía 10", debido al cambio de formas de trabajo, estilos y formatos que el grupo estaba logrando progresivamente.
Debido a temas económicos, Tony Rosado, decidió separarse de la Orquesta en el año 1995, formando al año siguiente "Internacional Pacífico".
En el año 2013 Tony Rosado tuvo un imitador en el programa peruano de concursos Yo soy donde incluso el mismo Tony Rosado cantó con su imitador.
Con motivo del éxito de su tema «No me olvidarás» la orquesta anunció una gira musical por Chile para finales del año 2013.

## Controversias
En junio de 2019, los músicos de la orquesta, denunciaron que Tony Rosado los maltrataba públicamente en sus shows musicales, al mismo tiempo que el animador de la orquesta contó que el cantante lo llamó "cerebro de piedra" por no decir correctamente los agradecimientos del público en general.